# Horn-Millinghausen
Horn-Millinghausen ist ein Ortsteil der Stadt Erwitte im Kreis Soest. Eine bekannte Sehenswürdigkeit ist die St.-Cyriakus-Kirche im Ort.

## Geographie

### Lage
Horn liegt in der Soester Börde, im Kreis Soest, etwa 7 km westlich von Erwitte, 11 km östlich von Soest und 35 km westlich von Paderborn, sowie 45 km östlich von Dortmund.

### Kirchspiel
Der Kirchspielort Horn ist das Zentrum der umliegenden Kirchspieldörfer. Horn-Millinghausen bietet in der Mitte des Kirchspiels verschiedene Einkaufsmöglichkeiten für den täglichen Gebrauch sowie einen Kindergarten und eine Grundschule.
Weitere Orte des Kirchspiels sind
- Ebbinghausen
- Berenbrock
- Seringhausen
- Schmerlecke
- Schallern
- Merklinghausen
- Wiggeringhausen
- Böckum
- Norddorf

## Geschichte
Urkundlich wird Horn (Haron, Horren, Hornen, Haren) bereits 823 in den Corveyer Traditionen erwähnt. Das sind Verzeichnisse von Schenkungen und Güterübertragungen an das ehemalige Benediktiner-Kloster Corvey.

### Namensänderungen
Etwa im Jahr 1900 wurde die Gemeinde Horn in Horn-Mielinghausen umbenannt. Am 23. September 1954 erhielt sie schließlich den Namen Horn-Millinghausen.

### Eingemeindung
Am 1. Januar 1975 musste die Gemeinde Horn-Millinghausen die Selbstständigkeit aufgeben. Sie wurde in die neue Stadt Erwitte eingegliedert.

## Ortsvorsteher
Martin Jöring (SPD)

## Sehenswürdigkeiten
- Die denkmalgeschützte St. Cyriakus-Kirche
- Der Kreuzweg auf dem Horner Friedhof[6]

## Feste
Am 2. Wochenende im September findet das Schützenfest des Schützenvereins Horn-Millinghausen e. V. statt; am 2. Wochenende im November veranstaltet derselbe Verein seit 2014 den Horner Herbstmarkt, ein Handwerker-, Deko- und Geschenkemarkt. Seit Juli 2004 findet in zweijährigem Rhythmus jeweils im Juli das Internationale Hellweg Kunstbrücke Symposium statt.

## Persönlichkeiten
- Albert Eickhoff (* 28. November 1935,† 10. November 2022), Textilunternehmer, in Horn geboren